# Luboš Kozel
Luboš Kozel (ur. 16 marca 1971 we Vlašimiu) – były czeski piłkarz występujący na pozycji obrońcy. Obecnie trener Slovana Liberec.

## Kariera klubowa
Kozel jako junior grał w zespołach Jawa Divišov, BS Vlašim oraz ČSAD Benešov. W 1990 roku trafił do drużyny Švarc Benešov. Spędził w niej 3 lata. W 1993 roku przeszedł do Slavii Praga. W 1996 roku zdobył z nią mistrzostwo Czech, a w 1997 oraz w 1999 Puchar Czech. Przez 8,5 roku w barwach Slavii rozegrał w sumie 140 spotkań i zdobył 10 bramek.
Na początku 2002 roku Kozel odszedł do węgierskiego Újpestu. Spędził tam rok i w styczniu 2003 roku wrócił do Czech, gdzie został graczem Bohemians 1905. Grał w nim przez pół roku. Następnie przez rok występował w Viktorii Pilzno, a karierę kończył w 2005 roku jako zawodnik Slavii Praga.

## Kariera reprezentacyjna
W reprezentacji Czech Kozel zadebiutował 13 grudnia 1995 roku w wygranym 2:1 towarzyskim meczu z Kuwejtem. 20 sierpnia 1997 roku w wygranym 2:0 pojedynku eliminacji Mistrzostw Świata 1998 z Wyspami Owczymi strzelił swojego jedynego gola w zespole narodowym.
W 1997 roku został powołany do kadry na Puchar Konfederacji. Zagrał na nim w meczach z Urugwajem (1:2) i Brazylią (0:2). Tamten turniej Czechy zakończyły na 3. miejscu.
W latach 1995–1998 w drużynie narodowej Kozel rozegrał w sumie 9 spotkań i zdobył 1 bramkę.